# En bro för mycket
En bro för mycket (originaltitel: A Bridge Too Far) är en brittisk-amerikansk krigsfilm från 1977 i regi av Richard Attenborough. Manuskriptet är baserat på Cornelius Ryans bok med samma namn. Filmen hade svensk premiär 19 augusti 1977 på Saga i Stockholm samt i 17 andra städer.
Dirk Bogarde, som spelar generallöjtnant Browning i filmen, tjänstgjorde i den brittiska underrättelsetjänsten under operation Market Garden. Han skickades tillsammans med åtta andra underrättelseofficerare till Arnhem av Fältmarskalk Montgomery.

## Handling
Handlingen skildrar den allierade operationen Market Garden under andra världskriget 1944.

## Medverkande (i urval)
- Dirk Bogarde - generallöjtnant Browning
- James Caan - sergeant Eddie Dohun
- Michael Caine - överstelöjtnant J.O.E. Vandeleur
- Sean Connery - generalmajor Roy Urquhart
- Ryan O'Neal - brigadgeneral James M. Gavin
- Edward Fox - generallöjtnant Brian Horrocks
- Elliott Gould - överste Robert Stout
- Gene Hackman - generalmajor Stanislaw Sosabowski
- Anthony Hopkins - överstelöjtnant John Frost
- Laurence Olivier - dr. Jan Spaander
- Robert Redford - major Julian Cook
- George Innes - sergeant Macdonald
- Maximilian Schell - generallöjtnant Wilhelm Bittrich
- Liv Ullmann - Kate Ter Horst
- Ben Cross - menige Binns